# Huitzilac
Huitzilac is een plaats in de Mexicaanse staat Morelos. De plaats heeft 4.123 inwoners (census 2005) en is de hoofdplaats van de gemeente Huitzilac.
Huitzilac ligt aan de weg tussen Cuernavaca en Mexico-Stad. Op 3 oktober 1927 vond hier het bloedbad van Huitzilac plaats, waarbij Francisco R. Serrano en dertien van diens aanhangers werden uitgemoord door soldaten geleid door Claudio Fox. Wie de opdracht had gegeven voor de slachting is nog altijd niet duidelijk; documenten omtrent het gebeuren zijn nog altijd niet vrijgegeven.